# Albert Toris
Albert Toris est un footballeur français né le 17 juillet 1925 à Lille (Nord) et mort le 20 mars 2002 à Morsang-sur-Orge (Essonne).
Évoluant au poste de défenseur, il a notamment joué à Troyes puis à Monaco, au RC Paris et à Valenciennes.

## Biographie
Albert Toris dispute 59 matchs en Division 1 : 33 avec Valenciennes, 12 avec le RC Paris et 14 avec l'AS Monaco.